# Drezina
Drezina je po osnovni definiciji manjše tirno vozilo na ročni, nožni ali motorni pogon, ki vozi po tirih. Najpogosteje se drezine uporabljajo za pregledovanje in manjše vzdrževanje železniških prog.
Izraz izhaja iz nemškega izumitelja barona Karla Draisa, ki je leta 1817 izumil svojo Laufmaschine (nemško za 'tekaški stroj'), ki so jo v nemščini imenovali Draisine. To je prva zanesljiva trditev za praktično uporabljenega predhodnika kolesa, v bistvu prvi komercialno uspešen dvokolesnik, krmilni, s človeškim pogonom, z vzdevkom konjiček ali poganjalec.
Kasneje se je ime draisine začelo uporabljati le za izum, ki se uporablja na tirnicah in se je razširilo na podobna vozila, tudi če niso bila gnana s človekom.

## Zgodovina
Leta 1837 so na Dunaju izumili dvokolesno železniško vozilo kot pomožno vozilo za železniške delavce, ki je vozilo po tirnicah in so ga potiskali z nogami, tako da je bilo zelo podobno Draisovemu 'tekaškemu stroju'. Zato je bilo za vsa pomožna vozila na železnici sprejeli ime Draisine. Mehansko gnano vozilo, ki je takrat prevladovalo le v ta namen, se pravzaprav vrača k Karlu Draisu. Leta 1842 je takšno vozilo preizkusil v Karlsruheju z odobritvijo Državnih železnic Velikega vojvodstva Baden. Gnal ga je mehanizem, s katerim so potniki upravljali z nogami ('železniško kolo'). Tudi kolesarska podjetja, kot sta Seidel & Naumann, so izdelala vozičke. Ko se je hitrost rednih vlakov povečevala, so ta vozila postala moteč dejavnik in potencialna nevarnost za nesreče. Že pred prvo svetovno vojno so pruske državne železnice močno omejile njihovo uporabo in prepovedale nove nakupe.
Najbolj znan drezine je ročni voziček, ki je bil še posebej razširjen med ameriškimi železniškimi upravami. Vozilo dve osebi poganjata z občasnim premikanjem ročice, podobne ročaju črpalke, nameščene na stebru navzgor in navzdol, pogonska sila pa se preko ročice prenaša na kolesa. Ta tip drezine se pogosto upodablja v filmih, zlasti v vestrnih, komedijah in risankah. V literaturi ga je predstavil Jules Verne (V osemdesetih dneh okoli sveta), Edward Gorey pa v stripu Willowdale Handcar.

## Tipi drezin
Preproste drezine na brezmotorni in motorni pogon:
- Trikolesna drezina
- Motorna drezina tipa Tomos
- Štirikolesna drezina na nožni pogon
- Drezina na ročni pogon
- Motorna drezina Fiat 500 Motocarello